# Jan Eduard z Neuberka
Jan Eduard rytíř z Neuberka, též z Neubergu (3. dubna 1834 Praha – 20. ledna 1892 Mělník) byl rakouský a český šlechtic a politik, v 2. polovině 19. století poslanec Říšské rady.

## Biografie
Působil jako velkostatkář v Čejeticích. V roce 1871 se stal členem Vlastenecko-hospodářské společnosti. Působil jako místopředseda České zahradnické společnosti. Byl čestným občanem města Mělník.
V zemských volbách v lednu 1867 byl zvolen na Český zemský sněm za kurii velkostatkářskou, nesvěřenecké velkostatky. Do sněmu se vrátil v zemských volbách roku 1870. Opětovně na sněm usedl po zemských volbách roku 1883. Zastupoval Stranu konzervativního velkostatku, která podporovala český národní a federalistický program.
Zemský sněm ho roku 1871 zvolil i do Říšské rady (celostátní parlament, volený nepřímo zemskými sněmy). Na práci parlamentu se ovšem nepodílel a jeho mandát byl 23. února 1872 prohlášen pro absenci za zaniklý.
Zemřel v lednu 1892 ve své vile u Mělníka. Pohřeb se konal na Chloumku u Mělníka za velké účasti veřejnosti včetně českých aristokratických špiček.
Jeho otec Jan Norbert z Neuberka patřil v polovině 19. století mezi hlavní představitele národně orientované české šlechty.